# Caucasoligidium cavernicola
Caucasoligidium cavernicola är en kräftdjursart som beskrevs av Borutzkii 1950. Caucasoligidium cavernicola ingår i släktet Caucasoligidium och familjen gisselgråsuggor.

## Underarter
Arten delas in i följande underarter:
- C. c. ajustae
- C. c. gumistae
- C. c. gogoleticum
- C. c. amtkelicum
- C. c. cavernicola